# Szynel

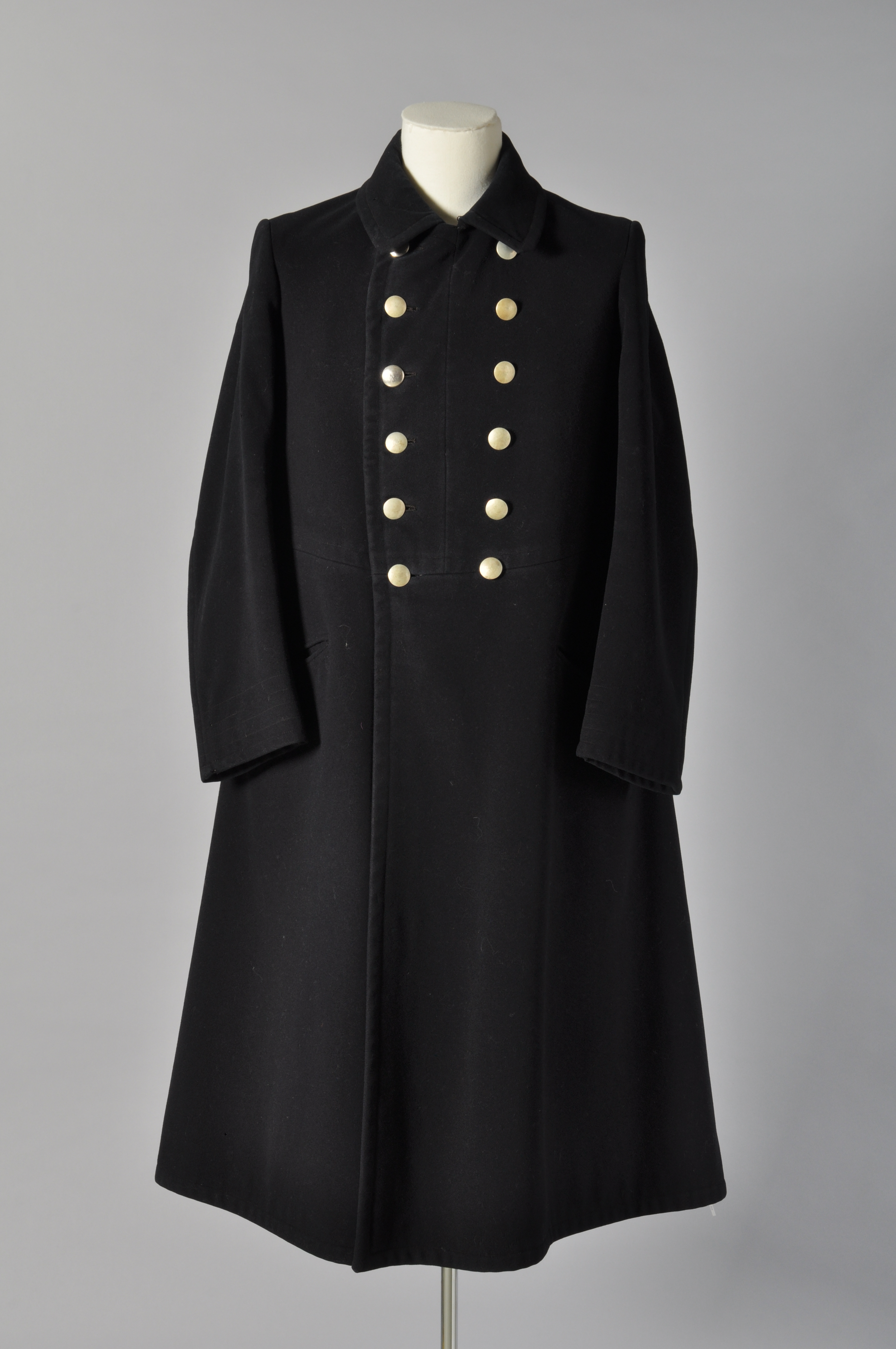
Szynel, początek XX w.

Szynel (ros. шинель) – zimowy, dopasowany do figury płaszcz, wykonany z grubego sukna lub wełny. Popularny element umundurowania wojskowego i urzędniczego w XIX i XX wieku (zwłaszcza w Rosji).

## W Rosji

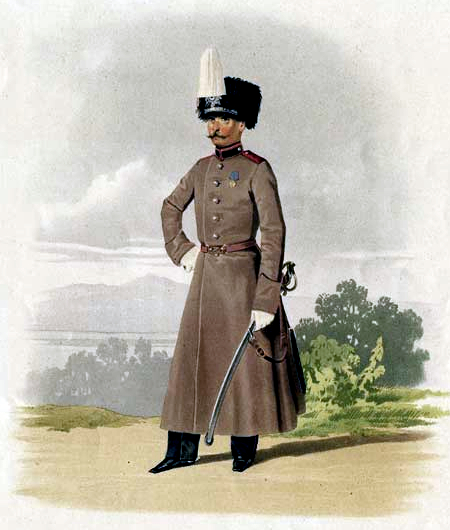
Żołnierz rosyjski w szynelu (XIX w.)

Na wyposażeniu Armii Imperium Rosyjskiego był od przełomu XVIII i XIX wieku. Do Armii Czerwonej został wprowadzony w grudniu 1926 roku i używany był prawie w niezmienionej formie przez pół wieku.
Przeznaczony dla szeregowych szynel był z przodu zapinany na haftki. W wersji oficerskiej miał zapięcia na guziki. Z przodu miał dwie kieszenie, z tyłu – fałdy oraz spinający poziomy pasek, przypięty na dwa guziki (tak zwany dragon lub pęto). Na kołnierzu przyszywano patki, znaki charakterystyczne dla rodzaju wojsk i stopnia. Od 1943 roku zaczęto wszywać charakterystyczne szerokie i sztywne rosyjskie naramienniki, czyli pagony. Zmieniono także wzór patek kołnierzowych. W trakcie II wojny światowej szynel szyto z grubego sukna w kolorze szarym, przez co dobrze chronił przed zimnem, ale także sporo ważył.

## W kulturze
Nikołaj Gogol zatytułował jedno ze swoich opowiadań Szynel. Płaszcz ten występował też w opowiadaniu Antona Czechowa Kameleon, gdzie nosił go naczelnik policji Oczumiełow.
Tadeusz Kantor ubrał w szynel Odyssa w swojej interpretacji z 1944 roku dramatu Stanisława Wyspiańskiego Powrót Odyssa.